# Bezirk Tabor
Der Bezirk Tabor (tschechisch: Okresní hejtmanství Tábor) war ein Politischer Bezirk im Königreich Böhmen. Der Bezirk umfasste Gebiete in der heutigen Südböhmischen Region (Okres Tábor). Sitz der Bezirkshauptmannschaft war die Stadt Tabor (Tábor). Das Gebiet gehörte seit 1918 zur neu gegründeten Tschechoslowakei und ist seit 1993 Teil Tschechiens.

## Geschichte
Die modernen, politischen Bezirke der Habsburgermonarchie wurden 1868 im Zuge der Trennung der politischen von der judikativen Verwaltung geschaffen.
Der Bezirk Tabor wurde 1868 aus den Gerichtsbezirken Jungwoschitz (tschechisch: soudní okres Mladá Vožice), Soběslau (Soběslav) und Tabor (Tábor) gebildet.
Im Bezirk Tabor lebten 1869 75.053 Personen, wobei der Bezirk ein Gebiet von 16,3 Quadratmeilen und 85 Gemeinden umfasste.
1900 beherbergte der Bezirk 79.081 Menschen, die auf einer Fläche von 978,59 km² bzw. in 134 Gemeinden lebten.
Der Bezirk Tabor umfasste 1910 eine Fläche von 978,57 km² und beherbergte eine Bevölkerung von 79.540 Personen. Von den Einwohnern hatten 1910 79.405 Tschechisch und 36 Deutsch als Umgangssprache angegeben. Des Weiteren lebten im Bezirk 99 Anderssprachige oder Staatsfremde. Zum Bezirk gehörten drei Gerichtsbezirke mit insgesamt 139 Gemeinden bzw. 192 Katastralgemeinden.